# Waycross, Georgia
Waycross este o localitate urbană, singurul oraș și reședința comitatului Ware din statul american Georgia. Populația sa fusese de 14.725 de locuitori la data efectuării recensământului din anul 2010. O mică parte a localității se extinde în comitatul vecin, Pierce. Conform datelor furnizate de United States Census Bureau, populația acestei secțiui a fost estimată la doar 9 locuitori în 2008.
Waycross este localitatea cea mai importantă a zonei micropolitane omonime, Waycross, o zonă micropolitană ce acoperă ambele comitate, Pierce și Ware. având o populație combinată de 51.119, conform datelor anului 2000.

## Istoric
Zona cunoscută acum sub numele de Waycross a fost populată în vremuri moderne în jur de 1820, fiind cunoscută local sub numele de "Old Nine" ori "Number Nine" (Vechiul Nouă sau Numărul Nouă), iar ulterior ca Pendleton. Localitatea a fost apoi redenumită Tebeauville în 1857, încorporată în 1866 și apoi desemnată ca reședință a comitatului Ware County în 1873. În sfîrșit, a fost încorporată sub numele de "Way Cross" la data de 3 martie 1935.

## Geografie
Waycross se găsește la coordonatele 31°12′50″N 82°21′18″V / 31.21389°N 82.35500°V (31.213860, -82.354911) GR1, fiind cea mai apropiată așezare umană de zona umedă a Okefenokee Swamp.
Conform datelor furnizate de United States Census Bureau, orașul are o suprafață totală de 30,289 km2 (echivalentul a 11.7 sqmi), dintre care majoritatea este uscat și doar 0,103 km2 (sau 0.04 sqmi) este apă (circa 0.17%).

## Mass media
- Waycross Journal-Herald
- The Florida Times-Union
- Waycross Area Television Service

AM
- WAYX AM 1230
- WSFN AM 1350

FM
- W201DK 88.1 ( (muzică creștină - Christian)
- WXVS 90.1 (GPB și NPR - National Public Radio)
- WASW 91.9  (muzică contemporary christian)
- WAYX 96.3  ((muzică classic rock) Simulcast with WSIZ
- WWUF 97.7  (Oldies)
- WYNR 102.5 (muzică country)
- WWSN 103.3 (muzică adult contemporary)
- WKUB 105.1 (muzică country)

## Demografie
Conform datelor recensământului din 2000 GR2, în oraș locuiau 3.741 de familii, constînd din 15.333 oameni, și erau înregistrate 6.094 de locuințe locuite permanent. Densitatea populației fusese de 506,4 locuitori/km² (sau de 1.311,8 oameni per 1 sq mi. Numărul total de locuințe disponibile, 7.534 de unități, determinau o densitate medie de 248.8/km² (sau de 644.5/mi²).

## Persoane notabile asociate cu Waycross
- Pernell Roberts - actor